# Sport Club Vila Joppert
Sport Club Vila Joppert foi uma agremiação esportiva da cidade do Rio de Janeiro.

## História
O clube disputou o Torneio Aberto de Futebol do Rio de Janeiro de 1936 e 1937.

## Estatísticas

### Participações
| Competição     | Temporadas | Melhor campanha           | Estreia | Última | P | R |
| Torneio Aberto | 2          | Desconhecido (Duas vezes) | 1936    | 1937   | – | – |